# Vashti Bunyan
Pour les articles homonymes, voir Bunyan.
Vashti Bunyan (née en 1945) est une chanteuse auteur-compositeur britannique.

## Biographie
Vashti Bunyan est née à Newcastle en 1945. Ses parents sont John et Helen Bunyan. Ils déménagent à Londres quand elle a 6 mois. Elle est descendante de l'auteur John Bunyan[réf. nécessaire]. En 1960, elle étudie au 'The Ruskin School of Drawing and Fine Art' à l'Université d'Oxford. A 18 ans elle voyage à New York.
En 1965 elle chante "Some Things Just Stick in Your Mind", une chanson écrite par Keith Richards et Mick Jagger, avec Jimmy Page à la guitare, qui sort en 1970.
Son premier album, Just Another Diamond Day (qui reçut l'assistance de Robert Kirby, connu pour son travail avec Nick Drake), paraît en 1970 et passe alors inaperçu, mais est aujourd'hui considéré comme une référence dans le courant folk psychédélique. On l'a également surnommée « The Godmother of Freak Folk ».

## Discographie

### Albums studio
- 1970 - Just Another Diamond Day (Philips)
- 2005 - Lookaftering (Fat Cat Records)
- 2014 - Heartleap (Fat Cat Records)

### Compilations
- 2007 - Some Things Just Stick in Your Mind: Singles and Demos 1964 to 1967 (Fat Cat Records)

### Singles
- "Some Things Just Stick in Your Mind" / "I Want To Be Alone" (Decca, 1965) (as Vashti)
- "Train Song" (Alasdair Clayre)/ "Love Song" (Columbia (EMI), 1966) (as Vashti)

### Apparitions sur des compilations
- Tonite Let's All Make Love in London (1967)
  - "Winter Is Blue" (sous le nom de Vashti)
  - "Winter Is Blue (Reprise)" (sous le nom de Vashti)
- Circus Days - UK Psychedelic Obscurities 1966-70 Vol.1 (1990)
  - "I'd Like To Walk Around In Your Mind" (sous le nom de Vashti)
- A Pot By Any Other Name (2001) (compilation de Ptolemaic Terrascope)
  - "17 Pink Sugar Elephants" (enr. 1966) (version primitive de "Train Song")
- Instant Karma (2002)
  - "Winter Is Blue" (as Vashti) (combined version of song from Tonite Let's All Make Love in London)
- Folk Rock and Faithfull: Dream Babes Vol. 5 (2004)
  - "Train Song" (rec. 1966) (sous le nom de Vashti)
  - "Love Song" (rec. 1966) (sous le nom de Vashti)
- The Golden Apples of the Sun (2004)
  - "Rejoicing in the Hands" avec Devendra Banhart)
- The Enlightened Family: A Collection Of Lost Songs (2005)
  - "Song of a Wishwanderer" (enr. 1968)
- Not Alone (2006)
  - "Same But Different"
- Ballads of the Book (2007)
  - "The Fire" (paroles de Rodge Glass)

### Apparitions en tant qu'invitée
- Twice as Much - That's All (1970)
  - "Coldest Night of the Year" (rec. 1967)
- Piano Magic - Writers Without Homes (2002)
  - "Crown of the Lost"
- Piano Magic - Saint Marie EP (2004)
  - "Dark Ages"
- Devendra Banhart - Rejoicing in the Hands (2004)
  - "Rejoicing in the Hands"
- Animal Collective - Prospect Hummer (2005)
  - "It's You"
  - "Prospect Hummer"
  - "I Remember Learning How to Dive"